# Janagutta, Bangarapet
Janagutta là một làng thuộc tehsil Bangarapet, huyện Kolar, bang Karnataka, Ấn Độ.